# Cuiry-lès-Chaudardes
Cuiry-lès-Chaudardes est une commune française située dans le département de l'Aisne en région Hauts-de-France.

## Géographie
- 2Carte OpenStreetMap
- 3Carte topographique
- 4Carte avec les communes environnantes

### Hydrographie

#### Réseau hydrographique
La commune est située dans le bassin Seine-Normandie. Elle est drainée par l'Aisne et le cours d'eau 01 du Bois des Couleuvres,,.
L'Aisne est un  cours d'eau naturel navigable de 256 km de longueur, traversant les cinq départements Meuse, Marne, Ardennes, Aisne, Oise. Elle est un affluent de rive gauche de l'Oise, ce qui fait d'elle un sous-affluent de la Seine.

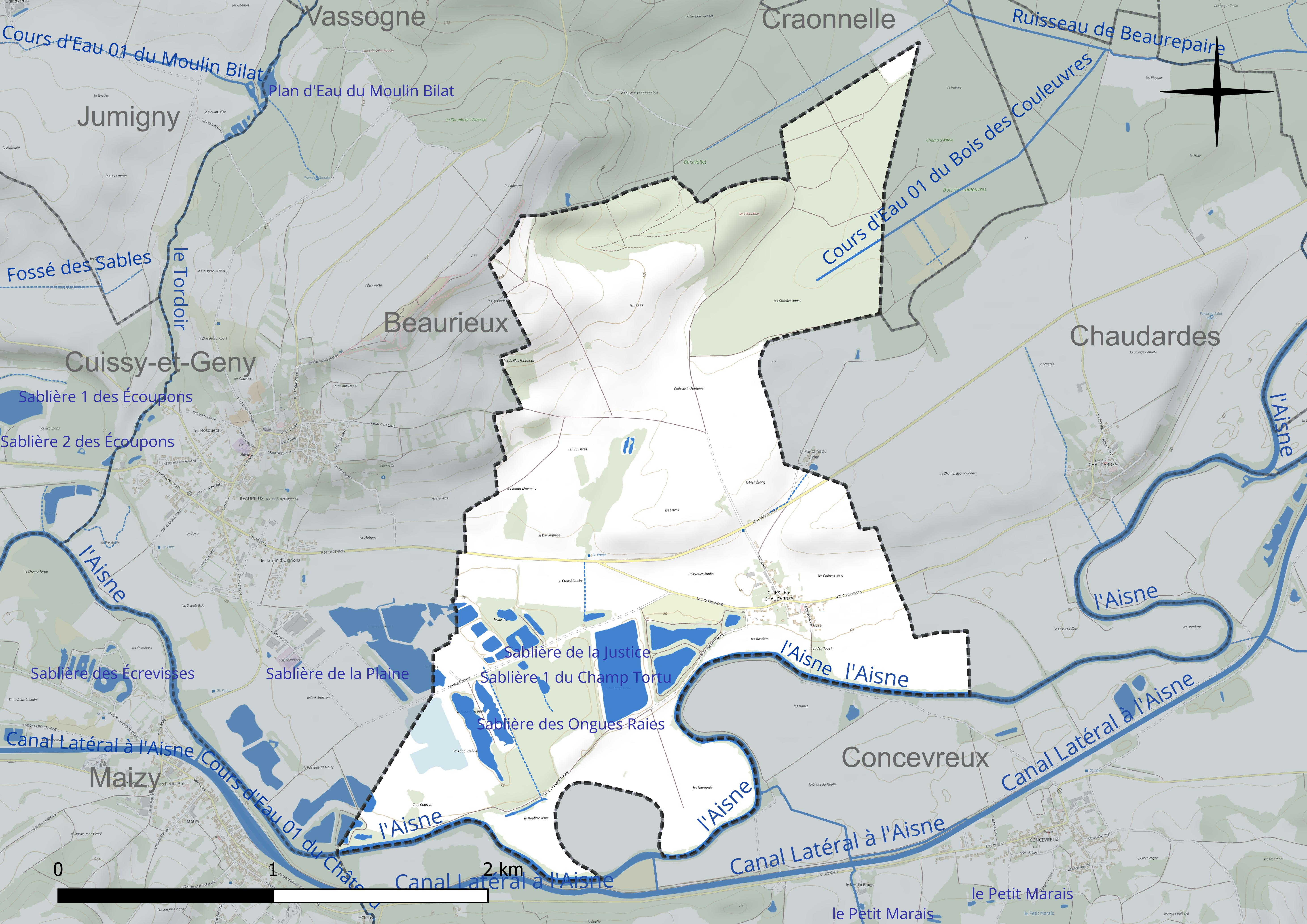
Réseau hydrographique de Cuiry-lès-Chaudardes.

Trois plans d'eau complètent le réseau hydrographique : la sablière 1 du Champ Tortu (4,5 ha), la sablière de la Justice (1 ha) et la sablière des Ongues Raies (2,6 ha),.

#### Gestion et qualité des eaux
Le territoire communal est couvert par le schéma d'aménagement et de gestion des eaux (SAGE) « Aisne Vesle Suippe ». Ce document de planification, dont le territoire s'étend sur 3 096 km2 répartis sur trois départements (Aisne, Marne et Ardennes) et deux régions (Champagne-Ardenne et Picardie), a été approuvé le 16 décembre 2013. La structure porteuse de l'élaboration et de la mise en œuvre est le Syndicat d'aménagement des bassins Aisne Vesle Suippe (SIABAVES).
La qualité des cours d'eau peut être consultée sur un site spécial géré par les agences de l'eau et l'Agence française pour la biodiversité.

### Climat
Pour des articles plus généraux, voir Climat des Hauts-de-France et Climat de l'Aisne.
En 2010, le climat de la commune est de type climat océanique dégradé des plaines du Centre et du Nord, selon une étude du CNRS s'appuyant sur une série de données couvrant la période 1971-2000. En 2020, Météo-France publie une typologie des climats de la France métropolitaine dans laquelle la commune est exposée à un climat océanique altéré et est dans la région climatique Nord-est du bassin Parisien, caractérisée par un ensoleillement médiocre, une pluviométrie moyenne régulièrement répartie au cours de l'année et un hiver froid (3 °C).
Pour la période 1971-2000, la température annuelle moyenne est de 10,6 °C, avec une amplitude thermique annuelle de 15,4 °C. Le cumul annuel moyen de précipitations est de 716 mm, avec 11,6 jours de précipitations en janvier et 8,4 jours en juillet. Pour la période 1991-2020, la température moyenne annuelle observée sur la station météorologique la plus proche, située sur la commune de Martigny-Courpierre à 13 km à vol d'oiseau, est de 10,7 °C et le cumul annuel moyen de précipitations est de 734,4 mm,. Pour l'avenir, les paramètres climatiques de la commune estimés pour 2050 selon différents scénarios d'émission de gaz à effet de serre sont consultables sur un site spécial publié par Météo-France en novembre 2022.

## Urbanisme

### Typologie
Au 1er janvier 2024, Cuiry-lès-Chaudardes est catégorisée commune rurale à habitat dispersé, selon la nouvelle grille communale de densité à 7 niveaux définie par l'Insee en 2022.
Elle est située hors unité urbaine. Par ailleurs la commune fait partie de l'aire d'attraction de Reims, dont elle est une commune de la couronne,. Cette aire, qui regroupe 294 communes, est catégorisée dans les aires de 200 000 à moins de 700 000 habitants,.

### Occupation des sols
L'occupation des sols de la commune, telle qu'elle ressort de la base de données européenne d'occupation biophysique des sols Corine Land Cover (CLC), est marquée par l'importance des territoires agricoles (74 % en 2018), en diminution par rapport à 1990 (80,8 %). La répartition détaillée en 2018 est la suivante : 
terres arables (53,6 %), zones agricoles hétérogènes (20,4 %), forêts (19,2 %), mines, décharges et chantiers (6,6 %), eaux continentales (0,2 %).
L'évolution de l'occupation des sols de la commune et de ses infrastructures peut être observée sur les différentes représentations cartographiques du territoire : la carte de Cassini (XVIIIe siècle), la carte d'état-major (1820-1866) et les cartes ou photos aériennes de l'IGN pour la période actuelle (1950 à aujourd'hui).

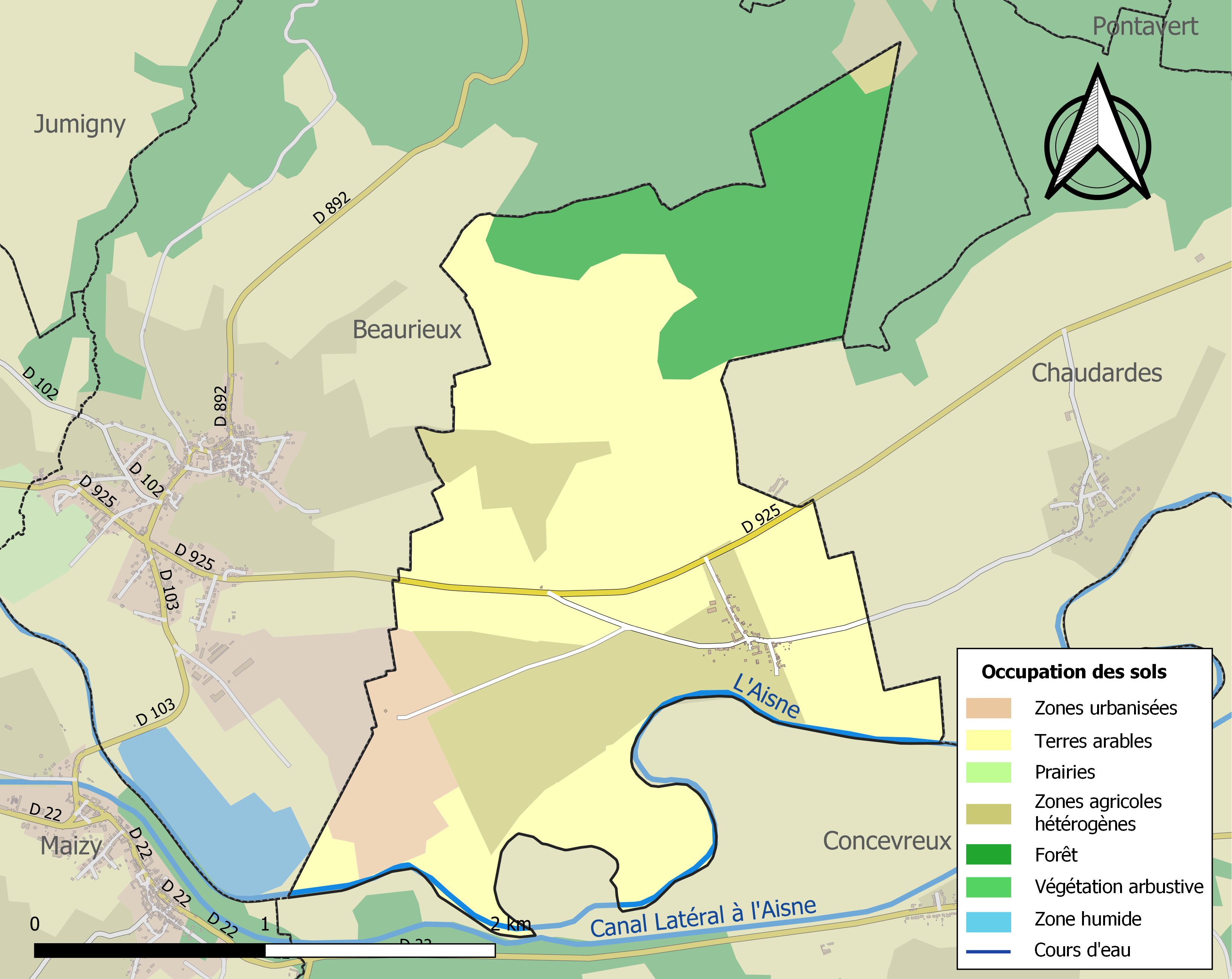
Carte des infrastructures et de l'occupation des sols de la commune en 2018 (CLC).

## Toponymie
Le nom de la localité est attesté sous les formes Villa de Curi (1150) ; Cury (1359) ; Cuiry-les-Chaudardres (1405) ; Curry (1535) ; Cuiry-les-Chaudarde (1568) ; Cuiri.

Ce toponyme provient de l'agglutination du nom de personne gallo-romain curius et du suffixe acum qui signifie : « la terre de curius », (« le prêtre de la curie »).
La préposition « lès » permet de signifier la proximité d'un lieu géographique par rapport à un autre lieu. En règle générale, il s'agit d'une localité qui tient à se situer par rapport à une ville voisine plus grande. La commune de Cuiry indique qu'elle se situe près de Chaudardes.

## Histoire

### Préhistoire

#### Néolithique
La fouille exhaustive a permis de mieux connaître les premiers agriculteurs sédentaires du Nord de la France. Sur le territoire de la commune ont été mis au jour les vestiges d'un village néolithique daté de 6 000 ans. Ce village fut construit par des agriculteurs sédentaires venant d'Europe centrale (culture rubanée du Bassin parisien). Les fouilles archéologiques se sont étendues sur une superficie de 6 ha. Le village pouvait regrouper entre 60 et 90 personnes environ. Les fouilles ont permis de mettre au jour 33 maisons construites durant une centaine d'années. Ces maisons étaient initialement élevées en torchis, avec toit en double pente, en roseaux et en chaume. De forme rectangulaire ou légèrement trapézoïdale, elles comportent cinq rangées de poteaux subdivisant l'espace en trois travées. Leur largeur varie de 5 à 8 m, et leur longueur de 8 à 37 m. Les entrées sont systématiquement orientées à l'est. Une de ces maisons a servi de modèle à une reconstitution visible au Parc de Samara dans la Somme. L'étude archéozoologique a établi que les 57 000 ossements d'animaux exhumés, sont issus majoritairement du cheptel domestique (bovins, moutons et porcs), mais on trouve également des ossements d'animaux chassés (cerf, chevreuil, aurochs, sanglier et castor). Des artefacts lithiques en silex et en quartzite (armatures de faucilles, pointes de flèches, etc.) ont été trouvés, ainsi que plus de 50 000 tessons de céramique.
Une occupation datant de la Culture de Michelsberg (entre 4300 à 3700 avant notre ère) a été relevée, elle s'étend sur une surface un peu plus restreinte. Des fosses cylindriques, associées à des trous de poteaux.

#### Âge du bronze
Deux monuments funéraires circulaires sont datés de l'âge du bronze ancien.

#### Âge du fer
Un habitat de la Civilisation de Hallstatt et un établissement de La Tène finale et une ferme gauloise du début de l'époque romaine ont été mises au jour. Une sépulture monumentale gauloise contenait 9 vases, 9 perles de collier en verre et un dépôt de porc et d'oiseau. Une amphore semble avoir été déposée sur la sépulture.

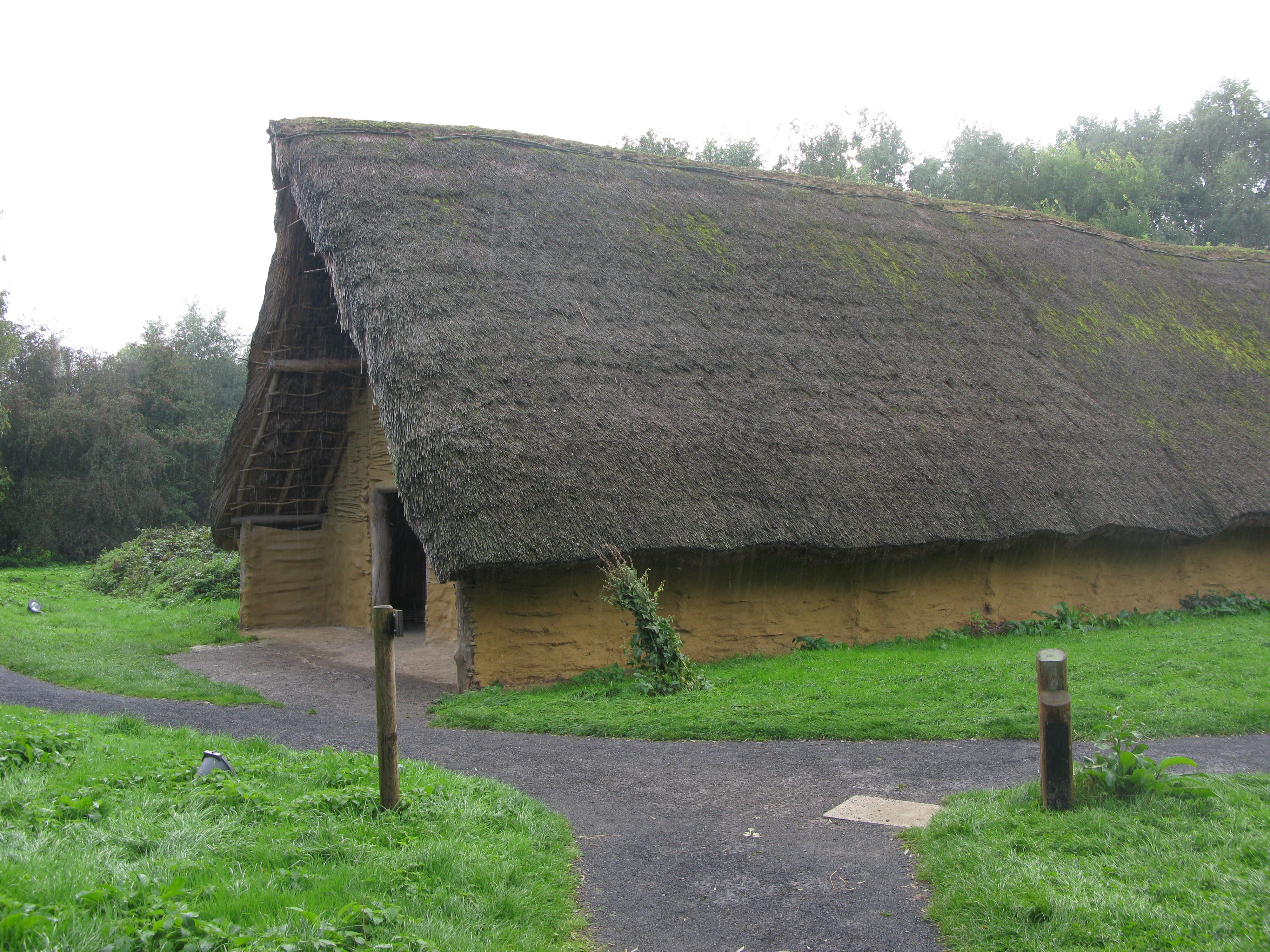
Maison néolithique, reconstitution à Asnapio.
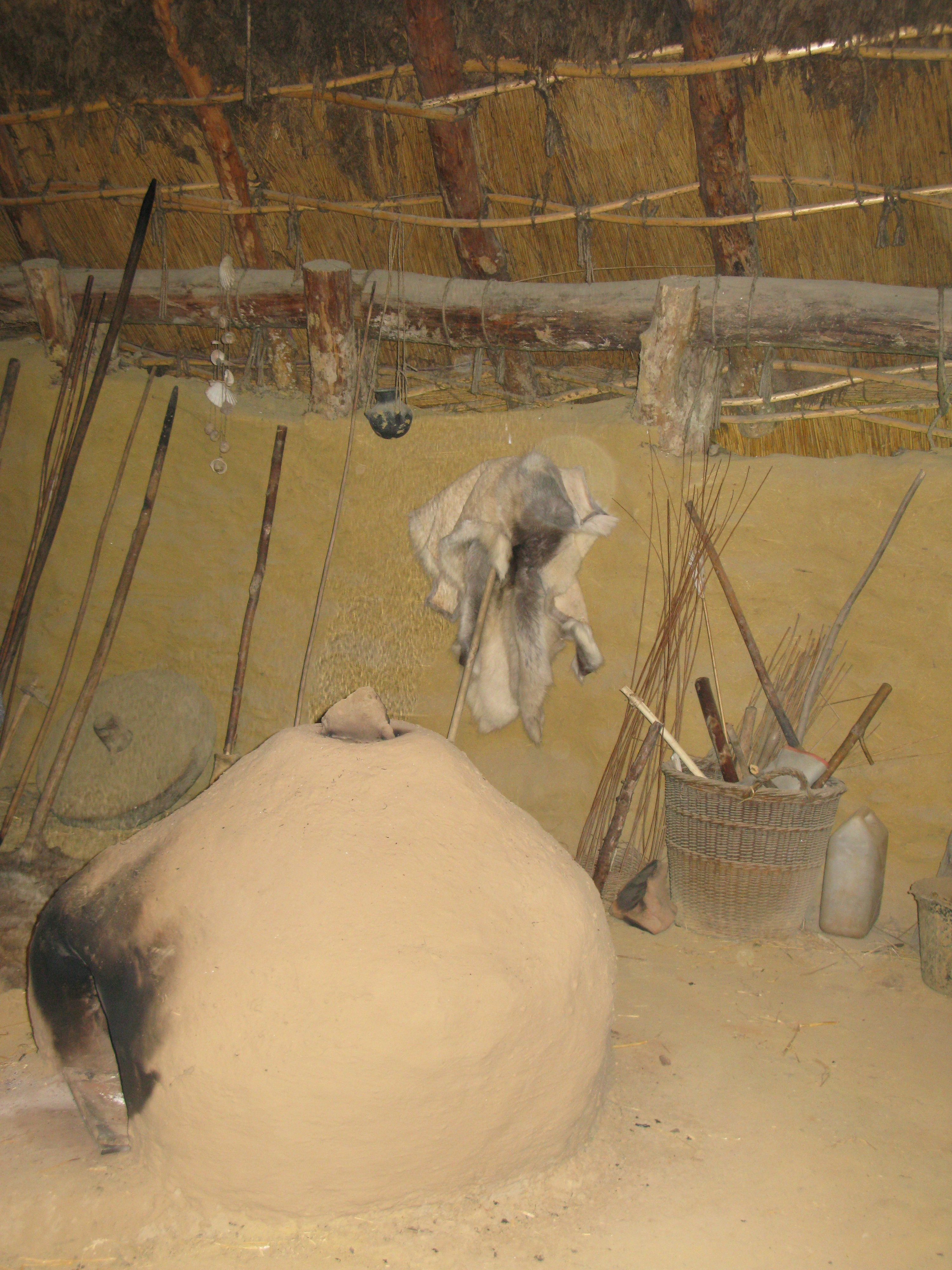
Four dans la maison néolithique, reconstitu- tion.

Une de ces maisons a été reconstituée au parc archéologique Asnapio de Villeneuve-d'Ascq d'après les fouilles de Cuiry-lès-Chaudardes.

## Politique et administration

### Découpage territorial
La commune de Cuiry-lès-Chaudardes est membre de la communauté de communes du Chemin des Dames, un établissement public de coopération intercommunale (EPCI) à fiscalité propre créé le 29 décembre 1995 dont le siège est à Craonne. Ce dernier est par ailleurs membre d'autres groupements intercommunaux.
Sur le plan administratif, elle est rattachée à l'arrondissement de Laon, au département de l'Aisne et à la région Hauts-de-France. Sur le plan électoral, elle dépend du canton de Villeneuve-sur-Aisne pour l'élection des conseillers départementaux, depuis le redécoupage cantonal de 2014 entré en vigueur en 2015, et de la première circonscription de l'Aisne  pour les élections législatives, depuis le dernier découpage électoral de 2010.

### Administration municipale
Le nombre d'habitants de la commune étant inférieur à 100, le nombre de membres du conseil municipal est de 7.

#### Liste des maires
| Période                                  | Période                       | Identité        | Étiquette | Qualité                                     |
| ---------------------------------------- | ----------------------------- | --------------- | --------- | ------------------------------------------- |
| Les données manquantes sont à compléter. |                               |                 |           |                                             |
| avant 1988                               | ?                             | Jacques Gallois |           |                                             |
| mars 2001                                | mai 2020                      | Jean-Guy Noha   | DVD       | Agriculteur Réélu pour le mandat 2014-2020, |
| mai 2020                                 | En cours (au 12 juillet 2020) | Tony Bridier    |           |                                             |

## Démographie
L'évolution du nombre d'habitants est connue à travers les recensements de la population effectués dans la commune depuis 1793. Pour les communes de moins de 10 000 habitants, une enquête de recensement portant sur toute la population est réalisée tous les cinq ans, les populations de référence des années intermédiaires étant quant à elles estimées par interpolation ou extrapolation. Pour la commune, le premier recensement exhaustif entrant dans le cadre du nouveau dispositif a été réalisé en 2007.

En 2022, la commune comptait 80 habitants, en évolution de +8,11 % par rapport à 2016 (Aisne : −1,97 %, France hors Mayotte : +2,11 %).
| 1793 | 1800 | 1806 | 1821 | 1831 | 1836 | 1841 | 1846 | 1851 |
| ---- | ---- | ---- | ---- | ---- | ---- | ---- | ---- | ---- |
| 86   | 93   | 105  | 92   | 92   | 133  | 125  | 139  | 134  |

| 1856 | 1861 | 1866 | 1872 | 1876 | 1881 | 1886 | 1891 | 1896 |
| ---- | ---- | ---- | ---- | ---- | ---- | ---- | ---- | ---- |
| 129  | 116  | 113  | 124  | 121  | 110  | 121  | 92   | 89   |

| 1901 | 1906 | 1911 | 1921 | 1926 | 1931 | 1936 | 1946 | 1954 |
| ---- | ---- | ---- | ---- | ---- | ---- | ---- | ---- | ---- |
| 108  | 85   | 89   | 70   | 66   | 69   | 52   | 44   | 65   |

| 1962 | 1968 | 1975 | 1982 | 1990 | 1999 | 2006 | 2007 | 2012 |
| ---- | ---- | ---- | ---- | ---- | ---- | ---- | ---- | ---- |
| 42   | 41   | 28   | 26   | 35   | 42   | 77   | 82   | 75   |

| 2017 | 2022 | - | - | - | - | - | - | - |
| ---- | ---- | - | - | - | - | - | - | - |
| 76   | 80   | - | - | - | - | - | - | - |

## Culture locale et patrimoine

### Lieux et monuments
Église Saint-Gervais-et-Saint-Protais, du XIIe siècle, classée MH depuis 1922.

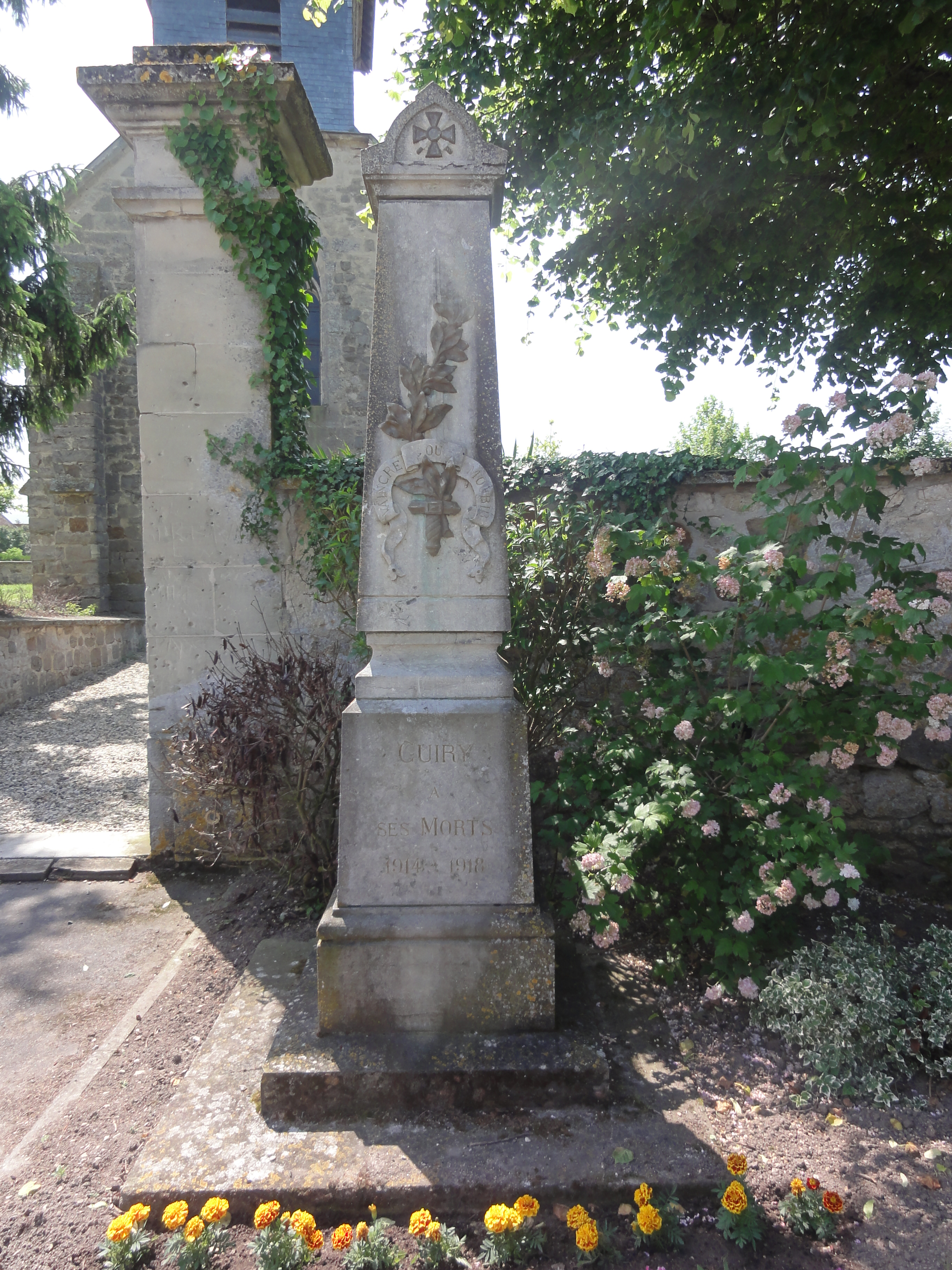
Monument aux morts.
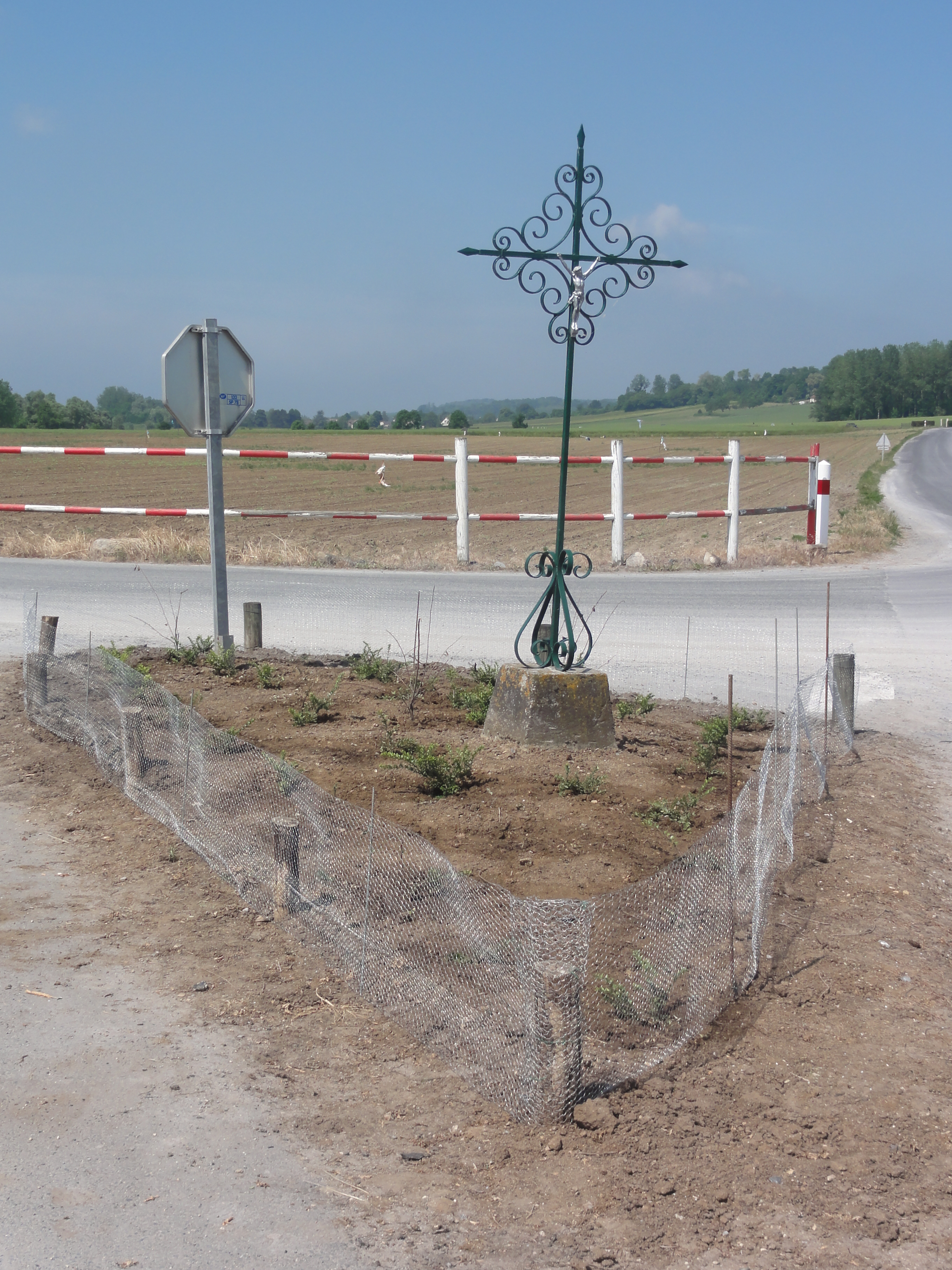
Croix de chemin.

## Pour approfondir